# 錫安祠
23°59′19″N 120°30′54″E / 23.988600°N 120.514967°E
錫安祠，俗稱樹包廟，是位於臺灣彰化縣大村鄉大崙村的土地祠，以一棵榕樹包住舊廟身而知名。

## 歷史
依當地人莊美奉轉述耆老之言，乾隆年間先民入墾大崙，建立土地祠以祈求神明把守水源。1919年重建此廟時，地方流傳當時請觀音菩薩挑建廟日，該日卻在曆法上屬於三煞大凶。到了此日時，出現官府出巡用的樑傘以及隔壁村落進香過境的樑傘，還有一名鹿港人要去員林買鼎，這三件事被稱為「2樑1銅」，村民認為化解了大凶。
後來，廟新落成後沒多久，在廟宇屋頂的主樑長出榕樹，多年來樹根沿著錫安祠的外牆攀爬，將廟包住，遂被稱為「樹包廟」。舊廟只有三坪，高也只有二公尺半，到1961年時，該榕樹的氣根已經把整個廟頂佔滿。村民們擔心把樹砍了會對神靈不敬，於是繼續讓樹和土地公廟共存。當地還傳曾有一名地理師路過當地，看到榕樹的氣根直接伸展到地面，斷言象徵大崙人會都能有自己的田地，不久久開始實施三七五減租，居民們都有自己的土地，生活也改善。
1965年，民眾集資興建現在的新廟，仍然保留被樹根包住的舊廟。廟內除主祀奉福德正神外，還供奉五穀大帝。2006年，莊美奉在縣政府名為「大家來寫村史」的計畫協助下，出有《樹包廟傳奇》一書，講述大崙村的故事。2011年，國際森林年，林務局公布從各縣市選出最具特色的一百株老樹，介紹風空開山伯公樹、鶴岡千年鶼鰈老樹等，也包含此土地公廟的榕樹，當時報導樹高約14公尺。
附近俗稱「公館底」的大崙村二巷21之1號內，則還有一棵被視為樹神的老榕樹。此外，在嘉義縣民雄鄉東榮村嘉雄陸橋下，也有俗稱為「樹包廟」的鎮南宮。
- 拜亭、新廟與舊廟
- 被樹根包住的舊廟。
- 舊廟門
- 附近商家的錫安祠開運金幣。